# ウィリアム・ジャーディン (船医)

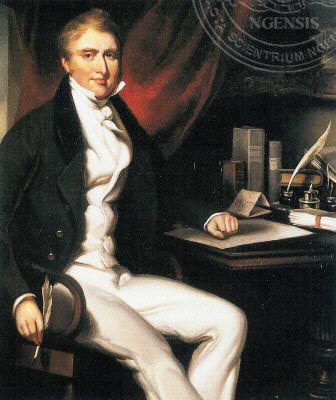
ウィリアム・ジャーディン

ウィリアム・ジャーディン（英語: William Jardine、中国語: 威廉・渣甸、1784年2月24日 - 1843年2月27日）は、イギリス東インド会社の外科船医。1832年、ジェームス・マセソンと中国の広州（沙面島）にジャーディン・マセソン商会を設立した。中国のアヘン貿易にも携わり豪商となるかたわら、第一次アヘン戦争の開始に暗躍した。

## 青年期
農家アンドルー・ジャーディン（Andrew Jardine）と妻エリザベス（Elizabeth、旧姓ジョンストン（Johnstone））の三男として、1784年2月24日にスコットランドのダンフリーズシャー州ロックメイベン近郊のブロードホーム農場（Broadholm）で生まれた。1800年にエディンバラ大学医学部に進学し、解剖学・臨床学・産科学を専攻した。彼の兄デイヴィッドが学費を負担し、ある外科医の住み込み見習いになって臨床経験を身に付けた。
1802年3月にエディンバラ王立外科医カレッジから学位を取得して、イギリス東インド会社に就職した。審査の後3月15日彼は2か月分の給与の前払を受け、東インド会社の海事船舶サービス部門の外科船医として東インド商船ブランズウィック号に乗船した。東インド会社では従業員に個人貿易の内職が許され、各乗組員はたんす二つ分の空間もしくは積載量約100ポンド (45 kg)分を割り当てられた。彼は抜け目無く、割り当てに関心がない他の船員の空間も借り受けてかなり蓄財した。
ジャーディンの初航海はインド貿易船の旅で経済に触れたこと以外はとりたてて変わったことはなかった。この旅で知り合った二人、同じ船団のグラットン号の外科船医トーマス・ウィーディングと1801年に広州に到着し、最古のイギリス企業であるチャールズ・マニアック商会（Charles Magniac and Co）を設立したチャールズ・マニアックは彼を貿易商へ導いた人物たちだった。
1817年に東インド会社を退職。ボンベイ（現ムンバイ）のCowasjee, Weeding and Jardine社の貿易業務担当を皮切りに、1823年にチャールズ・マニアック商会のジュニアパートナーになるまで複数の貿易商を掛け持ちした。1823年に好機が到来した。チャールズ・マニアックがパリで死亡すると後を継いだダニエル・マニアックはインド人妻との結婚が元で会社を事実上解雇され、enに会社を譲った。ハリンワースはジャーディンを共同経営者に迎え入れ、自身は表に出ないようにした。社名はマニアック商会（Magniac and Co.）に変わった。ハリンワースはジャーディンについて次のように記述している。
「ジャーディンは、誠実で心優しい仲間であり、限りなくリベラルでこの市場経済にきわめて優秀な人物だ。アヘン貿易や輸出の規制に関する彼の知識と経験は非常に貴重である。彼は野心家だ。

## ジャーディン・マセソンの設立
1832年、ジェームズ・マセソンと中国の広州市（沙面島）に「ジャーディン・マセソン商会」を設立。インドから清へのアヘンの密輸、フィリピンとの砂糖と香辛料の貿易、清の茶と絹のイングランドへの輸入、船積書類と積荷保険の取り扱い、造船所設備と倉庫の賃貸、貿易金融、その他貿易に関するあらゆる業務を取り扱った。
事業を急速に拡大させた結果、1841年には19隻の大型快速帆船を所有していた。当時、ライバル会社でこれに次ぐ数を所有していたのは13隻のデント・アンド・カンパニーぐらいだった。同社はその他に数百の小型船・ロルシャと沿岸部と河川遡上用の小型の密輸艇も所有していた。
1830年代中頃から、清国ではアヘン貿易の代償に銀が大量に流出するのを恐れた当局が締め付けを強化したため貿易が次第に困難になっていた。この貿易不均衡は、西欧の貿易会社が取り扱う清国産の茶や絹の輸出額よりもアヘンの輸入額が高かったことを意味する。
しかし、ジャーディンは清でのアヘン取引の拡大を望み、対清貿易で強硬姿勢を取るよう政府を説得するためマセソンをイギリスに派遣した。マセソンは外務大臣の初代ウェリントン公爵に面会したが門前払いを食わされ、「傲慢で愚かな男に辱めを受けた」とジャーディンに報告した。1836年にマセソンがアジアに戻ると、ジャーディン自らがイギリスに向かうことになった。ジャーディンの出発前に同業のアヘン密輸業者が寄せた期待をウィリアム・C・ハンターが次のように記している。
「ジャーディンの広東出発を数日後に控えた外国人社会は、東インド会社の工場の食堂で晩餐会を開いた。国籍もさまざまな80人ほどが出席し、夜が更けても誰も立ち去ろうとしなかった。これは今でも在留者の間でよく話題になる」
ジャーディンの出国を聞いて喜んだ清国政府は、早速アヘン貿易の停止に踏み切った。広州の麻薬取締を命じられた林則徐は、「鉄の頭の老いた鼠よ、悪賢くいかさまなアヘン密輸の首謀者は中華帝国の天罰を恐れ霧の国へと去った」と喝破して、すべてのアヘンの没収を指示した。その数は広州で2万ケース以上になった。彼はまたアヘン犯罪の頭目としてデント商会の経営者ランスロット・デントの逮捕を命じ、清への麻薬密輸について釈明を求める書簡をヴィクトリア女王宛に送付した。

## アヘン戦争と清の降伏
ロンドンに到着したジャーディンの最初の業務指令はパーマストン子爵との面会だった。彼はエリオット教区長から教会任務に関する書簡を託されて子爵のもとを訪れた。教区長の紹介状には次の一文があった。
「この紳士は長らくわが国の通商界の先頭に立ち、慈善心と公徳心の発露による長い蓄積から、外国人社会の尊敬と期待を一身に集めております。」
1840年には議会を説得し対清戦争の予算獲得に成功した。その際戦略と戦術の詳細、清国の政治的要求の内容、必要な兵員、戦艦数などを網羅したジャーディン・ペーパーと呼ばれる戦争の詳細な計画書を提出している。この計画書でパーマストン子爵相手に強調した点は次のとおりである。
1. 林則徐が押収した2万ケースのアヘンの完全補償
2. 再度の敵対を避けるための通商条約締結
3. 福州・寧波・上海・アモイなどの開港

また、拡張ができて安全も確保しやすいなどの理由で、広州周辺の港や島を占領する必要が高まることを示唆し、具体例として香港を挙げた。この目的を達成するには陸海軍が適任であることを明言した。この地域の地図と海図も提出した。現代では不評な砲艦外交の先鞭をつけたジャーディンは議会に提出した綿密な報告書の中で次のように述べている。
「正式な購買など不要…、退屈な交渉も不要……、勅許状がサー・F・メイトランドに下され、何であれ必要なら取上げて所有することを許可する。この任務に適任の海陸軍が……わが母国から出撃するまで……彼の指揮下の艦隊が万事を手際よくやってのける。このすべてが完遂されるとき、次のような言葉により交渉の端緒が開かれる。貴国はわがアヘンを手に入れ、引き換えにわが国は貴国の島を手に入れる。これぞ偉大な両国に相応しい。以後貴国が望むならわれわれを友好的コムニオンとして住まわせよ。貴国は海岸線を海賊から守ることができない。我々にはできる。そこで互いに理解しあい、相互の利益促進を追求しようではないか。」
ウェリントン公の後継外務大臣であるパーマストン子爵はジャーディンの「提案」により清国との開戦を決定したといえる。1840年、大艦隊が清の海岸地帯に出現した。英国艦ロイヤルサクソンを狙った最初の砲撃を合図にイギリスはアヘン戦争に突入した。イギリス戦艦は海岸の砲台や要塞を次々破壊し、激しい艦砲射撃で市街地を無差別攻撃し、さらに北上して北京の紫禁城を脅かさんばかりの勢いだった。清国政府はイギリスの前に降伏を余儀なくされた。
リチャード・ヒューズ（Richard Hughes）は自著Hongkong: A Borrowed Place, A Borrowed Time のなかで、「ウィリアム・ジャーディンは大班にふさわしい実績を残したが、兵士ならば偉大な勲功を残しただろう」と評している。
1843年、清英両国の当局代表者により南京条約が締結された。清の5大港の開港、清国在留外国人の治外法権、破棄されたアヘンの賠償が認められ、1841年1月26日以来貿易と軍事の拠点として事実上占拠されてきた香港島の公式割譲が完了した。依然として非合法だったアヘンをはじめとして清国との貿易は拡大した。ジャーディン・マセソン商会も成長し、東アジア最大のイギリス系商社として「太子行」（Princely Hong）の名で知られた。
1841年イギリス総選挙でホイッグ党候補としてアシュバートン選挙区から出馬、無投票で当選した。1843年2月27日にロンドンのアッパー・ベルグレイヴ・ストリートで死去、4月14日にロックメイベンの教会に埋葬された。生涯未婚だったが、死後に残った文通から、ケントに住むラットクリフ氏（Mrs Ratcliffe）と関係を持ち、娘マティルダ・ジェーン（Matilda Jane）をもうけた可能性がある。パーマストン子爵の書簡には、このような一文が残っている。
「貴殿とジャーディン氏による的確な支援と情報に我々は大きく依存し、わが国の海事・軍事・外交関係を築きあげた。この詳細な指示により清では満足のいく結果が得られた。」

## 日本との関わり
1859年（安政6年）、甥（ウィリアム・ジャーディンの姉の子）のウィリアム・ケスウィックが「ジャーディン・マセソン商会」横浜支店を設立し、地元住民からは「英一番館」と呼ばれた。
長州五傑（井上馨、遠藤謹助、山尾庸三、野村弥吉、伊藤博文）の英国留学は、このウィリアム・ケスウィックが支援した。

## 地名

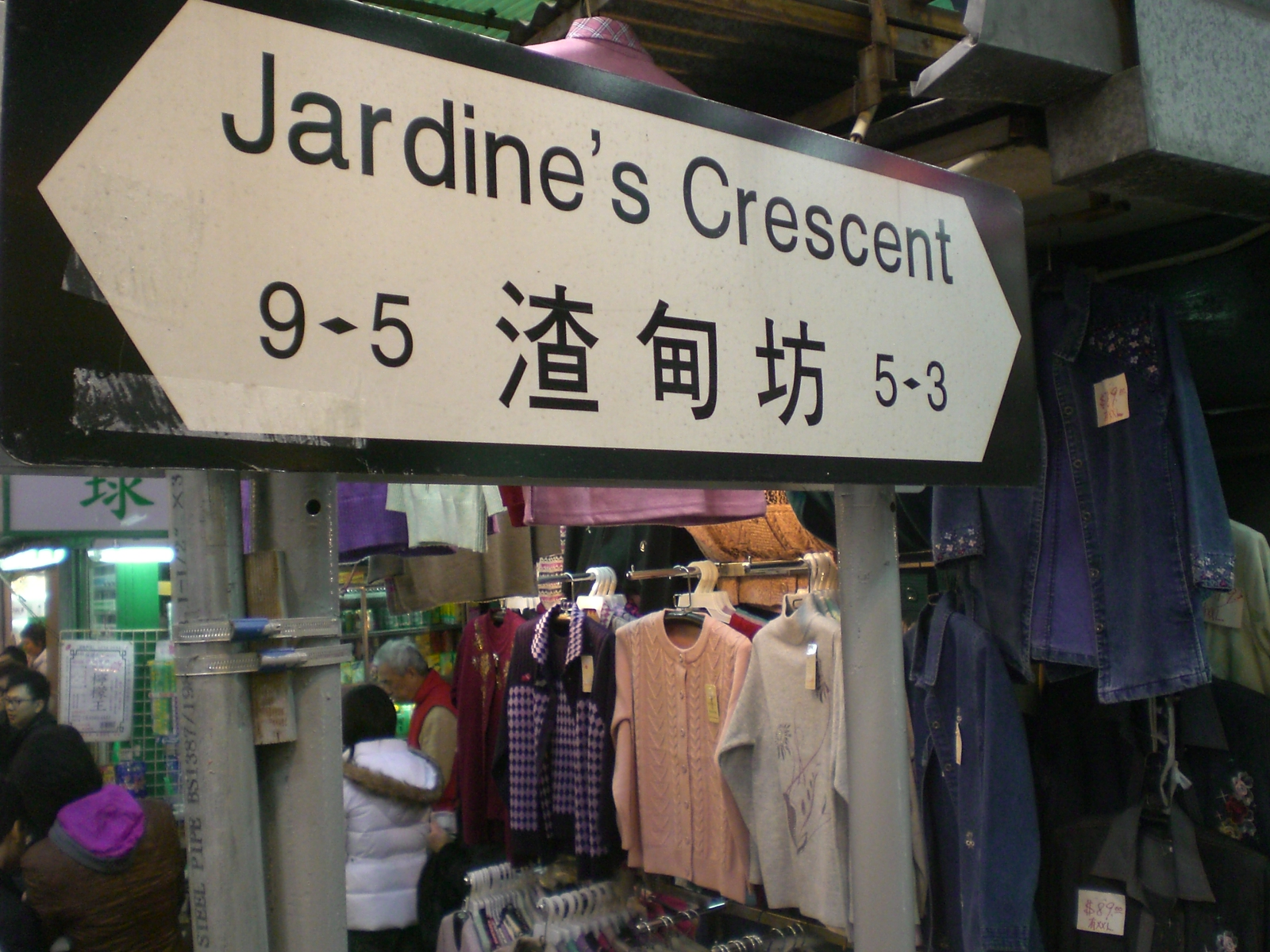
渣甸坊（Jardine's Crescent）

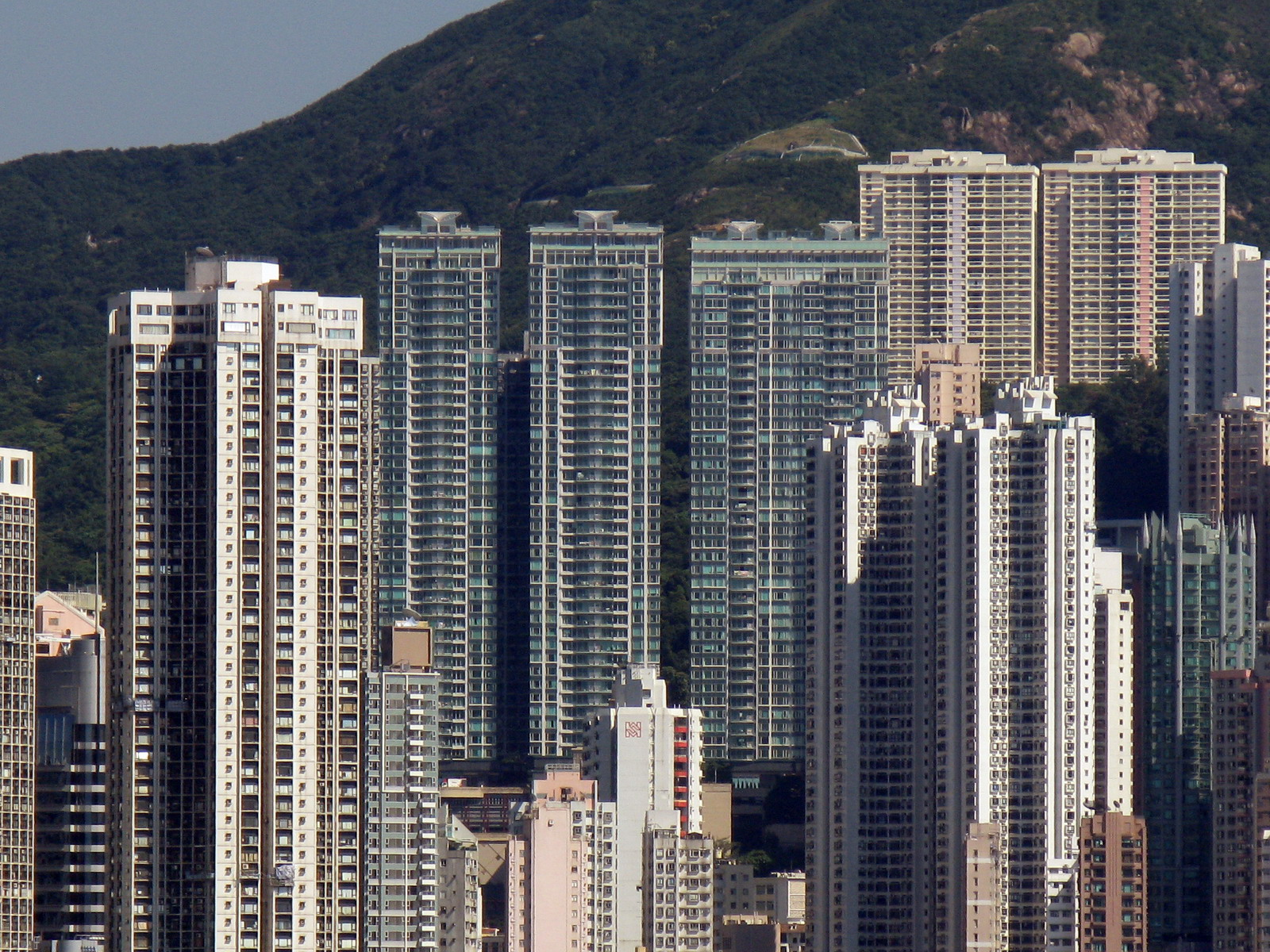
渣甸山（Jardine's Lookout）

香港・銅鑼湾は19世紀前半に英国植民地政府によってジャーディン・マセソンへと払い下げられたために、香港のランドマークには「渣甸橋（Jardine's Bridge）」、「渣甸街（Jardine's Bazaar）」、「渣甸坊（Jardine's Crescent）」、「渣甸山（Jardine's Lookout）」といったジャーディン（中国語表記は「渣甸」）にちなむ地名が多い。